# Stazione di Sassa-Tornimparte
La stazione di Sassa-Tornimparte è una stazione ferroviaria della linea Terni-Sulmona gestita da RFI.
È una delle sette stazioni del territorio comunale dell'Aquila, la terza per importanza, e serve l'intera periferia occidentale del capoluogo abruzzese, oltre che alcuni dei comuni confinanti quali Scoppito e Tornimparte. Il suo nome deriva dal fatto che, fino alla creazione della Grande Aquila nel 1927, l'attuale frazione di Sassa era comune autonomo, come Tornimparte; la stazione è, tuttavia, posta a circa 1 km dal centro di Sassa, sulla strada statale 17 dell'Appennino Abruzzese e Appulo Sannitica, nella frazione detta Sassa Scalo. La struttura si trova a poca distanza dall'aeroporto di Preturo.

## Storia
Venne inaugurata il 22 giugno 1882. All'epoca la stazione costituiva uno scalo importante per il trasporto di prodotti agricoli, tant'è che ancora oggi è presente nei pressi del fabbricato viaggiatori, il vecchio edificio dello scalo merci. Dal 2008 tutti i treni diretti a Terni sono stati attestati alla stazione dell'Aquila. La stazione non ha riportato danni a seguito del terremoto dell'Aquila del 2009.

## Movimento
La stazione è servita esclusivamente da treni regionali gestiti da Trenitalia nell'ambito del contratto di servizio stipulato con la regione Abruzzo, diretti a L'Aquila e Terni.

## Interscambi
- Fermata autolinee urbane

## Curiosità
La stazione compare nel film Il ritorno di don Camillo del 1953, dove però il nome del paese cambiò in "Montenara".